# 야마다 고지
야마다 고지(일본어: 山田 晃士, 1998년 12월 31일~)는 일본의 축구 선수이다.

## 구단 경력
그는 2021년 J2리그의 더스파구사쓰 군마에 입단, 2022년 리그 데뷔했다. 2024년 J3리그의 FC 오사카로 이적했다. 2025년 아술 클라로 누마즈로 이적했다.